# 감초
감초(甘草, Chinese liquorice 또는 licorice)는 콩과에 속하는 여러해살이풀로 중국 북동부와 시베리아, 몽골, 중국 북부 등지에 분포한다. 뿌리는 건조시켜서 한약재로 사용하는데, 그 맛이 달기 때문에 감초라한다. 모든 약물과 배합이 잘 되어 중화작용을 하므로, 어느 자리에나 빠짐없이 끼어드는 사람을 일컬어 '약방의 감초', '약재에 감초', '탕약에 감초'라는 속담이 생겼다.
높이는 1.5m 정도이며 비대한 곧은뿌리가 있다. 잎은 깃 모양이며, 7-8월에 옅은 남보라색 꽃이 이삭 모양으로 핀다. 뿌리와 줄기 밑 부분을 감미제와 위궤양·십이지장궤양의 치료제로 사용한다. 다른 약의 작용을 순하게 하므로, 한방에서 다양한 용도로 쓴다. 열매는 활처럼 굽은 꼬투리이며 겉에 가시같은 털이 있다. 글리시리진, 글라브릭산, 슈크로즈, 글루코즈, 리퀴리틴, 리코리시딘 등을 함유하고 있다. 글리시리진은 체내에 축적된 노폐물과 중금속과 같은 독성 물질, 니코틴과 알콜을 분해하고 해독하며 디프테리아 독소와 뱀독, 복어독 해독 효과가 있으며 파상풍의 치료약이다. 식중독과 약물 중독을 예방하는데도 도움을 준다. 혈관 내의 혈중 콜레스티롤 함량을 감소시켜 혈행 개선에 도움을 주고 혈압을 떨어뜨린다. 한방에서는 자감초탕(炙甘草湯)·작약감초탕(芍藥甘草湯)·감초길경탕(甘草桔梗湯)등으로 처방한다. 참고로, 벌꿀을 물에 풀어 감초에 적셔서 불에 볶은 것을 자감초라고 한다. 감초는 윤폐지해, 화중완급, 청열해독(열증을 제거하고 독성을 없앰)의 효능이 있다. 

## 부작용
감초의 주성분인 글리시리진이 스테로이드를 대사하는 효소 가운데 하나인 11ß-hydroxysteroid dehydrogenase를 억제하여 다량 복용시 염류코르티코이드 유사 효과가 나타나 위알도스테론 혈증을 초래할 수 있다. 이런 문제가 처음으로 지적된 것은에서였는데 문제의 결과는 하루에 100~200g의 감초를 복용시킨 경우였다. 통상 한약으로 처방되는 감초의 양은 하루 4~8g에 불과하다.

## 재배 방법
햇볕이 잘 들고 강우량이 적은 곳으로 배수가 좋은 모래땅이나 자갈이 섞인 땅에 15~20cm 간격으로 씨를 줄 뿌림한다. 1년생의 뿌리를 캐어 약15cm 잘라 5cm 깊이로 심거나 땅위로 올라온 줄기를 나누어 번식시킨다. 보통은 가을이나 봄 어느때 심어도 되지만 우운 지방에서는 봄에 심는 것이 가장 안전하다. 주로 가을과 봄에 심는다. 감초는 건조하면 관수를 해주어 적정한 습을 유지해 준다. 습기가 많을 경우 배수를 좋게 해주어 뿌리가 썩지 않도록 주의한다.

## 같이 보기
- 민감초

## 참고 문헌
- 이 문서에는 다음커뮤니케이션(현 카카오)에서 GFDL 또는 CC-SA 라이선스로 배포한 글로벌 세계대백과사전의 내용을 기초로 작성된 글이 포함되어 있습니다.